# Comeback – Die große Chance
Comeback – Die große Chance war eine von Arabella Kiesbauer moderierte Fernsehshow, die 2004 auf ProSieben ausgestrahlt wurde.

## Ablauf und Nachwirkung
Ziel der Show war es, einen Künstler zu finden, dessen musikalische Erfolge bereits lange zurücklagen. Dieser sollte ein Comeback starten, indem er ein neues Album aufnahm und auf Tournee durch Deutschland ging.
Die Kandidaten waren Benjamin Boyce, Chris Norman, C. C. Catch, Coolio, Haddaway, Limahl, Emilia, Jazzy und Markus, außerdem die Weather Girls, welche sich in der ersten Ausgabe gegen Jürgen Drews und Gunter Gabriel durchsetzen konnten.
In wöchentlichen Mottoshows traten die Teilnehmer live vor Publikum und der Jury auf. In der ersten Show interpretierten sie ihren größten Hit.
Die Jury bestand aus Harold Faltermeyer und Anastasia Zampounidis sowie einem wöchentlichen Gastjuror wie Joey Kelly oder Uwe Fahrenkrog-Petersen. Am Ende der Show schied ein Teilnehmer durch das Zuschauer-Voting aus.
Chris Norman gewann die Sendung, konnte jedoch nicht an frühere Erfolge anknüpfen.

## Produktion und Ausstrahlung
Die Show wurde von Constantin Entertainment produziert. Sie bestand aus zehn Folgen mit einer Gesamtdauer von je etwa zwei Stunden. Sie war montags und gelegentlich freitags um 20.15 Uhr zu sehen.
Die erste Folge wurde am 9. Februar 2004 ausgestrahlt und erreichte einen Marktanteil von 14,1 Prozent. Bereits die zweite Sendung am 16. Februar 2004 verfolgten nur noch 2,21 Millionen Zuschauer (bei einem Marktanteil von 6,4 Prozent), am 8. März 2004 sahen 1,94 Millionen Zuschauer zu (bei einem Marktanteil von 5,9 Prozent). Weitere Folgen konnten ebenfalls nur Marktanteile von unter 10 Prozent vorweisen. Das Finale am 5. April 2004 sahen 1,60 Millionen Zuschauer bei einem Marktanteil von 8,7 Prozent.

## Diskografie
Unter Teilnahme aller Show-Kandidaten entstanden folgende Tonträger:
- Single: Survivor. Constantin, 8. März 2004.
- Doppel-CD: Best Of Comeback – Die große Chance United – Greatest Hits & Best Of Show. Constantin Entertainment Music, 22. März 2004.